# Wonderful World (chanson de Sam Cooke)
Pour les articles homonymes, voir Wonderful World.
Singles de Sam Cooke
Teenage Sonata
(1960) Chain Gang
(1960)
Wonderful World, parfois appelée (What a) Wonderful World, est une chanson de Sam Cooke, coécrite avec Lou Adler et Herb Alpert. Enregistrée en 1959, elle est parue l'année suivante sur son album The Wonderful World of Sam Cooke, ainsi qu'en 45 tours. Elle se classe 12e du Billboard Hot 100 et 27e au Royaume-Uni.

## Reprises
- Herman's Hermits en single (1965, MGM Records) — 4e du Hot 100 et 7e au Royaume-Uni
- Otis Redding sur l'album Otis Blue: Otis Redding Sings Soul (1965)
- The Supremes sur l'album We Remember Sam Cooke (1965)
- Bryan Ferry sur l'album Another Time, Another Place (album) (1974)
- Art Garfunkel avec Paul Simon et James Taylor sur l'album Watermark (1978) — 17e du Hot 100 et 1er du classement Easy Listening
- Don McLean sur l'album For the Memories Vols I & II (1989)